# 等轴测投影

一些三维图形的等轴测投影圖
黑色尺寸是三维图形的實際尺寸
紅色尺寸等轴测投影出的尺寸

等轴测投影（Isometric projection）又稱等角投影是技术制图和工程制图中，一種在二維平面呈現三維物體的方法，屬於軸測投影的一種，三條坐標軸的投影缩放比例相同，並且任意兩條坐標軸投影之間的角度都是120度。

## 概述
等轴测投影图可通过使各坐標軸的投影之間角度相等(120°)的視角来获得。以立方體為例，先從一个面正视观察，然後将立方体绕纵轴旋轉±45°，接著将立方体绕横轴旋轉約±35.264° (準確值为 arcsin 1⁄√3或arctan 1⁄√2)。立方體的等轴测投影图(右圖左上)是正六边形：所有黑線長度相等，每个面的投影面積相同。利用等轴测格紙可以无需計算而绘制等轴测投影图。
等轴测投影的视角可以看成是從立方體的頂點看向對面頂點，则x軸为立方體右侧面右下延伸对角线、y軸为左侧面左下延伸对角线、z軸为顶面向上延伸对角线。从此视角投影，各坐标軸的投影彼此成120°。

## 數學
根据觀察卦限的不同，有8種不同的等轴测投影视角。以第一卦限為例，三維上的點ax,y,z等轴测投影到二維上成點 bx,y，數學上可以寫成旋轉矩陣：
{\displaystyle {\begin{bmatrix}\mathbf {c} _{x}\\\mathbf {c} _{y}\\\mathbf {c} _{z}\\\end{bmatrix}}={\begin{bmatrix}1&0&0\\0&{\cos \alpha }&{\sin \alpha }\\0&{-\sin \alpha }&{\cos \alpha }\\\end{bmatrix}}{\begin{bmatrix}{\cos \beta }&0&{-\sin \beta }\\0&1&0\\{\sin \beta }&0&{\cos \beta }\\\end{bmatrix}}{\begin{bmatrix}\mathbf {a} _{x}\\\mathbf {a} _{y}\\\mathbf {a} _{z}\\\end{bmatrix}}={\frac {1}{\sqrt {6}}}{\begin{bmatrix}{\sqrt {3}}&0&-{\sqrt {3}}\\1&2&1\\{\sqrt {2}}&-{\sqrt {2}}&{\sqrt {2}}\\\end{bmatrix}}{\begin{bmatrix}\mathbf {a} _{x}\\\mathbf {a} _{y}\\\mathbf {a} _{z}\\\end{bmatrix}}}
其中 α = arcsin(1⁄√3) ≈ 35.264° 且 β = 45°。
接著正投影到xy平面:
{\displaystyle {\begin{bmatrix}\mathbf {b} _{x}\\\mathbf {b} _{y}\\0\\\end{bmatrix}}={\begin{bmatrix}1&0&0\\0&1&0\\0&0&0\\\end{bmatrix}}{\begin{bmatrix}\mathbf {c} _{x}\\\mathbf {c} _{y}\\\mathbf {c} _{z}\\\end{bmatrix}}}
另外7種符合等轴测投影視角，可以藉由反方向旋轉或鏡像來達成。

## 歷史與局限
等轴测投影的概念以经验形式存在了數個世紀，然后由William Farish(1759–1837)在1822年首次正式描述。 十九世紀中期，等轴测投影成為工程師的重要工具，不久之後等轴测投影和軸測投影进入歐美國家的建築學課程中。 然而，有观点认为軸測投影發源於中國，在中國藝術中起的作用，就如同透視投影之於西洋藝術，随着视觉计算的出现，軸測投影和相關繪圖法則對電腦圖學 亦有所幫助。
如同各種平行投影方法，等轴测投影繪製的物體不會因為物體距离观察者的遠近而改變大小。雖然有利于建築圖直接測量長度，但卻會造成視覺失真，不像透視投影这种人类视觉和摄像使用的成像方式。等轴测投影有時會造成高度難以辨識(如右左下圖)。這点可被用來創造谬图，如无限循环阶梯。

## 在视频游戏和像素畫上的用途
二十世纪八九十年代，受限于當時的微電腦计算能力，等轴测投影能提供有限的3D效果，因而被用于视频游戏中，例如當時的機台遊戲《立體空戰》。
等轴测投影也被用于精靈图和像素畫，用來呈現復古遊戲的風格。